# Coupe d'Afrique des nations junior 2009
Navigation
2007 2011
La Coupe d'Afrique des nations junior 2009 s'est déroulée au Rwanda du 18 janvier au 1er février 2009.
Les 2 premiers de chaque groupe se qualifient pour la Coupe du monde des moins de 20 ans 2009.

## Pays participants
- Ghana
- Cameroun
- Rwanda (hôtes)
- Côte d'Ivoire
- Égypte
- Mali
- Nigeria
- Afrique du Sud

## Phases de groupes

### Groupe A
| Équipe   | Pts | J | G | N | P | BP | BC | Diff |
| -------- | --- | - | - | - | - | -- | -- | ---- |
| Ghana    | 7   | 3 | 2 | 1 | 0 | 5  | 1  | +4   |
| Cameroun | 5   | 3 | 1 | 2 | 0 | 5  | 2  | +3   |
| Rwanda   | 4   | 3 | 1 | 1 | 1 | 3  | 4  | -1   |
| Mali     | 0   | 3 | 0 | 0 | 3 | 1  | 7  | -6   |

| 18 janvier 2009 | Rwanda                         | 2–1 | Mali    | Stade Amahoro, Kigali      |                            |
|                 | Mugiraneza 6e · Uzamukunda 50e |     | Sow 29e | Arbitrage : Daniel Bennett | Arbitrage : Daniel Bennett |
|                 | Rapport                        |     |         | Arbitrage : Daniel Bennett | Arbitrage : Daniel Bennett |

| 18 janvier 2009 | Ghana    | 1–1 | Cameroun | Stade Amahoro, Kigali        |                              |
|                 | Ayew 34e |     | Zoua 1re | Arbitrage : Wellington Kaoma | Arbitrage : Wellington Kaoma |
|                 | Rapport  |     |          | Arbitrage : Wellington Kaoma | Arbitrage : Wellington Kaoma |

| 21 janvier 2009 | Mali    | 0–2 | Ghana                | Stade Amahoro, Kigali  |                        |
|                 |         |     | Awako 17e · Osei 78e | Arbitrage : Omar Ragab | Arbitrage : Omar Ragab |
|                 | Rapport |     |                      | Arbitrage : Omar Ragab | Arbitrage : Omar Ragab |

| 21 janvier 2009 | Cameroun        | 1–1 | Rwanda           | Stade Amahoro, Kigali                           |                                                 |
|                 | Brice Owona 35e |     | Ndayishimiye 45e | Spectateurs : 20 000 Arbitrage : Yakhouba Keita | Spectateurs : 20 000 Arbitrage : Yakhouba Keita |
|                 | Rapport         |     |                  | Spectateurs : 20 000 Arbitrage : Yakhouba Keita | Spectateurs : 20 000 Arbitrage : Yakhouba Keita |

| 24 janvier 2009 | Rwanda  | 0–2 | Ghana         | Stade Amahoro, Kigali    |                          |
|                 |         |     | Osei 68e, 80e | Arbitrage : Ousmane Fall | Arbitrage : Ousmane Fall |
|                 | Rapport |     |               | Arbitrage : Ousmane Fall | Arbitrage : Ousmane Fall |

| 24 janvier 2009 | Mali    | 0–3 | Cameroun                           | Stade Régional Nyamirambo, Kigali                |                                                  |
|                 |         |     | Zoua 19e Ekeng 25e Brice Owona 44e | Spectateurs : 2 000 Arbitrage : Badr Abdel Gadir | Spectateurs : 2 000 Arbitrage : Badr Abdel Gadir |
|                 | Rapport |     |                                    | Spectateurs : 2 000 Arbitrage : Badr Abdel Gadir | Spectateurs : 2 000 Arbitrage : Badr Abdel Gadir |

### Groupe B
| Équipe         | Pts | J | G | N | P | BP | BC | Diff |
| -------------- | --- | - | - | - | - | -- | -- | ---- |
| Nigeria        | 6   | 3 | 2 | 0 | 1 | 6  | 2  | +4   |
| Afrique du Sud | 6   | 3 | 2 | 0 | 1 | 4  | 3  | +1   |
| Égypte         | 6   | 3 | 2 | 0 | 1 | 4  | 4  | 0    |
| Côte d'Ivoire  | 0   | 3 | 0 | 0 | 3 | 1  | 6  | -5   |

| 18 janvier 2009 | Nigeria         | 2–0 | Égypte | Stade Amahoro, Kigali      |                            |
|                 | Udoh 36e · Alfa |     |        | Arbitrage : Daniel Bennett | Arbitrage : Daniel Bennett |
|                 | Rapport         |     |        | Arbitrage : Daniel Bennett | Arbitrage : Daniel Bennett |

| 18 janvier 2009 | Côte d'Ivoire | 0–1 | Afrique du Sud | Stade Amahoro, Kigali        |                              |
|                 |               |     | Nyanda         | Arbitrage : Badr Abdel Gadir | Arbitrage : Badr Abdel Gadir |
|                 | Rapport       |     |                | Arbitrage : Badr Abdel Gadir | Arbitrage : Badr Abdel Gadir |

| 22 janvier 2009 | Égypte                 | 2–1 | Côte d'Ivoire | Stade Amahoro, Kigali        |                              |
|                 | Fathi 62e · Hegazy 89e |     | Kone 29e      | Arbitrage : Wellington Kaoma | Arbitrage : Wellington Kaoma |
|                 | Rapport                |     |               | Arbitrage : Wellington Kaoma | Arbitrage : Wellington Kaoma |

| 22 janvier 2009 | Afrique du Sud                  | 2–1 | Nigeria            | Stade Amahoro, Kigali    |                          |
|                 | Bhengu 75e (Pen) · Maluleka 82e |     | Michael Uchebo 72e | Arbitrage : Ousmane Fall | Arbitrage : Ousmane Fall |
|                 | Rapport                         |     |                    | Arbitrage : Ousmane Fall | Arbitrage : Ousmane Fall |

| 25 janvier 2009 | Nigeria                                   | 3–0 | Côte d'Ivoire | Stade Amahoro, Kigali  |                        |
|                 | Chrisantus 27e · Haruna 80e · Ibrahim 82e |     |               | Arbitrage : Omar Ragab | Arbitrage : Omar Ragab |
|                 | Rapport                                   |     |               | Arbitrage : Omar Ragab | Arbitrage : Omar Ragab |

| 25 janvier 2009 | Égypte          | 2–1 | Afrique du Sud | Stade Régional Nyamirambo, Kigali |                            |
|                 | Rahman 27e, 39e |     | Ngcepe 71e     | Arbitrage : Yakhouba Keita        | Arbitrage : Yakhouba Keita |
|                 | Rapport         |     |                | Arbitrage : Yakhouba Keita        | Arbitrage : Yakhouba Keita |

## Tableau final
|  | Demi-Finale              | Demi-Finale              | Demi-Finale              |  |   | Match pour la 3e place   | Match pour la 3e place   | Match pour la 3e place   |   |          | Finale                    | Finale                    | Finale                    |
|  |                          |                          |                          |  |   |                          |                          |                          |   |          |                           |                           |                           |
|  | 28 janvier 2009 - Kigali |                          |                          |  |   |                          |                          |                          |   |          |                           |                           |                           |
|  | 1                        | Ghana                    | 4                        |  |   |                          |                          |                          |   |          | 1er février 2009 - Kigali | 1er février 2009 - Kigali | 1er février 2009 - Kigali |
|  | 2                        | Afrique du Sud           | 3                        |  |   | 31 janvier 2009 - Kigali | 31 janvier 2009 - Kigali | 31 janvier 2009 - Kigali |   |          | 1                         | Ghana                     | 2                         |
|  |                          |                          |                          |  | 2 | Afrique du Sud           | 1                        |                          | 4 | Cameroun | 0                         |                           |                           |
|  | 28 janvier 2009 - Kigali | 28 janvier 2009 - Kigali | 28 janvier 2009 - Kigali |  | 3 | Nigeria                  | 2                        |                          |   |          |                           |                           |                           |
|  | 3                        | Nigeria                  | 0                        |  |   |                          |                          |                          |   |          |                           |                           |                           |
|  | 4                        | Cameroun                 | 2                        |  |   |                          |                          |                          |   |          |                           |                           |                           |

## Phases finale

### Demi-finale
| 28 janvier 2009 | Ghana                                    | 4–3 | Afrique du Sud                     | Stade Amahoro, Kigali        |                              |
|                 | Adiyiah 26e · Osei 45+2e, 71e · Ayew 65e |     | Bhengu 64e, 90e (Pen) · Serero 72e | Arbitrage : Badr Abdel Gadir | Arbitrage : Badr Abdel Gadir |
|                 | Rapport                                  |     |                                    | Arbitrage : Badr Abdel Gadir | Arbitrage : Badr Abdel Gadir |

| 28 janvier 2009 | Nigeria | 0–2 | Cameroun               | Stade Amahoro, Kigali                            |                                                  |
|                 |         |     | Zoua 35e · Messina 68e | Spectateurs : 5 000 Arbitrage : Wellington Kaoma | Spectateurs : 5 000 Arbitrage : Wellington Kaoma |
|                 | Rapport |     |                        | Spectateurs : 5 000 Arbitrage : Wellington Kaoma | Spectateurs : 5 000 Arbitrage : Wellington Kaoma |

### Match pour la3eplace
| 31 janvier 2009 | Afrique du Sud | 1–2 | Nigeria                  | Stade Régional Nyamirambo, Kigali |                        |
|                 | Maluleka 8e    |     | Ibrahim 15e · Temile 45e | Arbitrage : Omar Ragab            | Arbitrage : Omar Ragab |
|                 | Rapport        |     |                          | Arbitrage : Omar Ragab            | Arbitrage : Omar Ragab |

### Finale
Feuille de match
| 1er février 2009 | Ghana         | 2-0 | Cameroun | Stade Amahoro, Kigali       |                             |
| | Osei 23e, 84e | (1-0) |          | Arbitrage : Gasingwa Michel | Arbitrage : Gasingwa Michel |
| | Rapport       | |          | Arbitrage : Gasingwa Michel | Arbitrage : Gasingwa Michel |
| Daniel Agyei - Samuel Inkoom, Gladson Awako, Jonathan Mensah, Daniel Addo - David Addy 18e, Emmanuel Agyemang-Badu - André Ayew, Dominic Adiyiah, Isaac Donkoh - Ransford Osei. · Entraîneur : Francis Oti Akenteng. | Équipes       | Francois Beyokol - Haman Daouda, Yaya Banana 67e, Juvette Enow, Charley Fomen - Victor Nkoum (Brice Owona, 64e), Jacques Zoua, Tiko Messina 51e, Parfait Essengue (Artiside Bosso, 86e) - Patrick Ekeng (Francis Evambe, 74e), Gaitan Mbakep. · Entraîneur : Alain Wabo. |          | Arbitrage : Gasingwa Michel | Arbitrage : Gasingwa Michel |

## Résultat
| CAN 2009 Junior Vainqueur |
| ------------------------- |
| Ghana 3e titre            |

### Qualification pour le Championnat du monde junior
Les quatre équipes les plus performantes se sont qualifiées pour la Coupe du monde de football des moins de 20 ans 2009.
- Nigeria
- Ghana
- Afrique du Sud
- Cameroun

## Meilleurs buteurs
7 buts
- Ransford Osei

3 buts
- Jacques Zoua Daogari
- Phumelele Bhengu

2 buts
- Brice Owona
- Talat Rahman
- André Ayew
- Rabiu Ibrahim